# ヤンキードゥードゥル
『ヤンキードゥードゥル』（Yankee Doodle）は、アメリカ合衆国の民謡で、独立戦争時の愛国歌である。1978年にはコネチカット州の州歌に採用された。
マザー・グースの一曲と見做されている。
日本では「アルプス一万尺」と題された日本語歌詞で知られている。

## 概要
楽曲・歌詞のルーツについては不明な点が多く、オランダの北アメリカニューネーデルラント植民地における小作農たちによって、小麦などの収穫時に“Yankee Doodle”の原型となる曲が歌われたという記録もある。
また、一説によればイギリス人医師リチャード･ショックバラ（シャックスバーグ、Richard Shuckburgh）博士がフレンチ・インディアン戦争の際、イギリス軍を応援するために集まった植民地軍の服装や装備がバラバラだったので、それをからかって作詞したともいわれている。
"Yankee"とはイギリス軍がその植民地アメリカの軍隊を指して使った言葉で、"Doodle"とは「まぬけ」といった意味である。イギリスでは1775年のロンドンで、フレンチ・インディアン戦争中のヤンキー（アメリカ人）が臆病者のくせに山師であるというニュアンスの侮蔑的な歌として紹介されている。
しかし、その意図に反して植民地の住民はこの歌を好み、アメリカ独立戦争が始まると原曲とは正反対の反英的な替え歌をつくった。自分たちの愛唱歌として戦いのさまざまな場面で歌い、無数のパターンの替え歌が生まれた。そして最終的には独立戦争の愛国歌として親しまれたのである。替え歌には上官をこきおろすものもあり、総司令官だったジョージ・ワシントンさえもその対象になっている。

## 歌詞
| 原詞（一部） |
| --- |
| Yankee Doodle 1. Yankee Doodle went to town, A-Riding on a pony; He stuck a feather in his cap, And called it macaroni. Chorus Yankee Doodle keep it up, Yankee Doodle dandy! Mind the music and the step, and with the girls be handy! 2. Father and I went down to camp, Along with Captain Goodin'; And there we saw the men and boys As thick as hasty puddin'. (Repeat Chorus) 3. And there was Gen'ral Washington, Upon a slapping stallion, A-giving orders to his men I guess there was a million. (Repeat Chorus) 4. A long war then was fought and won The British were defeated, And Yankee Doodle was the march To which their troops retreated (Repeat Chorus) |

## 日本での演奏
1853年7月8日、アメリカ海軍のペリー提督が東インド艦隊を率いて横須賀の浦賀に到着した（黒船来航）。7月14日、アメリカ大統領フィルモアからの親書を江戸幕府の代表らに手渡すため、久里浜に海兵隊とともに上陸した。その際この曲が、音楽隊により上陸時の行進曲として演奏された。
1933年、アメリカ人歌手・バートン・クレーンがこのメロディに日本語の歌詞をつけた「金の世の中」という曲を発表している。2016年に発売された「バートン・クレーン作品集-今甦るコミック・ソングの元祖-（2nd edition)」に収録されており、現在も聴くことができる。
1936年、マーガレット・ユキがこの曲のメロディを使用した「オモチャノ兵隊」をコロムビアから発売した。2011年発売のCD『オ人形ダイナ〜戦前童謡・ジャズとタップ〜』に収録されている。
現代の日本では、法政大学や日本の高校野球の応援団が、野球応援のチャンスパターンの1つとしてよく使用している。なお高校野球では、富山県立富山商業高等学校、群馬県の桐生第一高校や滋賀県の近江高校などの「勝利を掴むぞ、○○○!」の演奏が特に有名となった。
Jリーグ・松本山雅FCは勝利後に選手とサポーターが一緒になって、勝利のダンスとしてこの曲を踊っている。

## メロディ・替え歌の使用
この曲のメロディーはコマーシャルソングに使用されることも多い。
- カメラのキタムラ
- ヤマサ 「すき焼き専料」
- 毎日新聞（なるほドリ版）
- スーパー玉出
- HIヒロセ（テーマソング・店内BGM）
- ブルボン「ミルル」
- 神田屋鞄製作所「カルちゃんランドセル」
- ナガノトマト「特選なめ茸茶漬」（歌：内山信二）
- ロッテ「パイの実」
- プロクター・アンド・ギャンブル (P&G)「ファブリーズ」（2010年代）
- ニトリ（2012年）「ニトリのランドセル」[3]（歌：初音ミク）
- ガスト「チーズINハンバーグ」（2015年）
- 味の素「アクアソリタ」
- 大阪ガス「みるぴこポーズ篇」
- バイトル「カフェ+ブティック+着ぐるみ」篇
- 小学館集英社プロダクション「ぷちドラゼミ」
- ソフトバンク「おうちでんき」
- カゴメ 「植物性乳酸菌ラブレダブル」
- アサヒ飲料 「WONDA」
- ベイシア電器
- アルプス技研

お笑いタレントの小島よしおが、新たな歌詞をつけて「よしおのアルプス一万尺」として歌っている。2011年1月26日発売のDVD『小島よしおのギロスチョピ〜前へ前へ〜』に特典映像として収録され、2016年7月27日発売のCD『よしおのうた』にも収録された。

## コンピュータウイルス
「ヤンキードゥードゥル」と呼ばれるコンピュータウイルスがある。この曲を演奏する、という発症形態に由来する命名で、現在のマルウェアデータベースでは、Old YankeeとVacsinaという2系列に分類されている。いずれもIBM-PCが前提のため、PC-9801上では感染するが発症しようとすると暴走してしまい、演奏を聞くことはできない。
また、当時日本でウイルスの調査を行っていた日本コンピュータクラブ連盟の山本隆雄は（当初は）その名前が音楽のことだとわからなかったため、（日本の不良を指す）ヤンキーの溜まり場、という連想から「戎橋1号」と意訳・命名した。

## 『アルプス一万尺』
ヤンキードゥードゥルを原曲として、日本語で登山にまつわる歌詞がつけられたのが「アルプス一万尺」である。この曲は1950年に日本におけるボーイスカウト創始者の一人である中野忠八作詞「向こうのお山に」として歌集に掲載されたのが最初で、その後1956年に作詞者不明の「アルプス一万尺」として掲載されている。安曇節と共通する部分もある（21、27、29番）。児童の手遊び歌としてポピュラーな題材の一つでもある。元々、ボーイスカウトの教育用の歌が登山家の替え歌として、昭和30年代に歌声喫茶を通じて広まったものと考えられている。

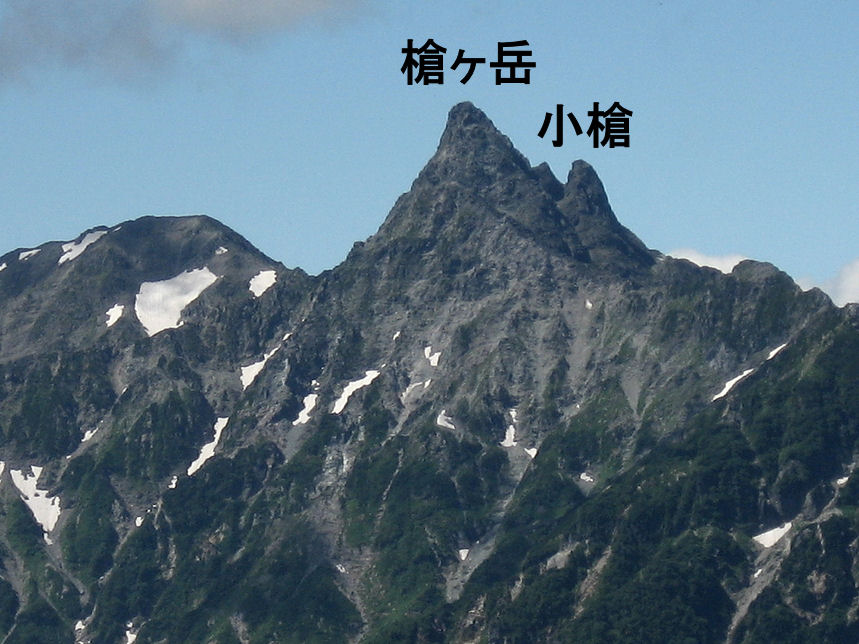
槍ヶ岳と小槍

この歌の「アルプス」は日本アルプスを指しており、「一万尺」はその高さを表す。1番の歌詞の「小槍」とは槍ヶ岳の山頂（標高3180m）付近にある岩である。
なお、この「小槍」の部分はしばしば「子ヤギ」と歌われる（「子ヤギの上で」）が、実際は誤り（空耳あるい冗談）と考えられる。
作詞者が不明であるため、歌詞は一定していない。確認されている最初の1956年の楽譜では「アルプス一万尺　小槍の上で～」「お花畑で昼寝をすれば～」「一万尺にテントを張れば～」の3節になっており、NHK「みんなのうた」も同様で、音楽教科書などでも採用されている。
1番の歌詞の「踊りましょ」の部分を「さあ踊りましょ」とする歌い方が広く行われており、歌詞情報サイトなどでも「さあ」が入っているものが多数ある。上述の1956年の初出では「ヘイ」などの掛け声が入っていない。
後半は「ランラララ～」などと歌うのが通例である。
アルプス一万尺の歌詞が作られた当時の登山用語では「キジを撃つ」は立って銃を構える姿から小便をすることを言っており、それゆえ「鹿島めがけて」と歌っている。「花を摘む」はその姿から野糞をすることである。（戦後まもなくは女性がザイルを担いでの登山をすることはほとんどなかった）。
NHKの『みんなのうた』では1962年8月・9月に放送。編曲は石丸寛、歌は東京少年少女合唱隊、映像は実写だった。
9年後の1971年8月 - 9月に再放送されたが、リメイク版かは不明。
「グッチ裕三とグッチーズ」の歌唱・演奏（名義は「デーブ・パープル」（ディープ・パープルを模した））で、「ハイウェイ・スター」のリズムに乗せた「アルプス一万尺～ハイウェイ・スター」という作品があり、CDアルバム『ハッチポッチステーション～ベスト・オブ・江戸川サリバンショー～』に収録されている。
2018年発表の魔法少女になり隊の楽曲「▶START」（アニメ『パズドラ』エンディングテーマ。作詞：魔法少女になり隊、あだるとゆうくん、作曲：ウイ・ビトン）は、本楽曲をモチーフに制作された。

## 編曲
- アントニン・ドヴォルザーク「交響曲第9番「新世界より」」 - 改変してフィナーレに組み込んでいる[11]。
- アンリ・ヴュータン - アメリカの思い出「ヤンキードゥードゥル」Op.17
- アルプスの一日変奏曲 - 渋谷絵梨香の編曲。『おもしろ変奏曲にアレンジ! 〜童謡唱歌〜』（ヤマハミュージックメディア）に掲載。
- セックス・ピストルズ「Friggin' in the Riggin'」 - このパンクバンドのサウンドトラックアルバム『ザ・グレイト・ロックン・ロール・スウィンドル』に収録の楽曲。歌詞は、ばかばかしく卑猥なもの。

## 茶わんむしのうた
鹿児島県の童謡に「茶わんむしのうた」というものがあり、「ヤンキードゥードゥル」の替え歌といわれている。

## 注・参照
1. ↑  Roger Johnson "WelcomeToAmerica-songs"
2. ↑  “子ども（児童）の英語教室は日本人が教師のラボ・パーティ”. 子どもの英語教室はラボ・パーティ. 2025年3月26日閲覧。
3. ↑  ニトリのランドセルCMに初音ミク？　歌声の真相を聞いてみた、ねとらぼ、2012年8月9日 20:02 公開。
4. ↑  “歌ネット 小島よしお”. 2025年3月24日閲覧。
5. ↑  『コンピュータ・ウイルス その正体と撃退法のABC』講談社（ブルーバックス B-593）、1993年、42-44頁。ISBN 4-06-132953-7。
6. 1 2 3  金田紗綾「《アルプス一万尺》の原点とその変容 : －アメリカの象徴から子どもの歌へ－」『東京音楽大学大学院博士後期課程 2018年度博士共同研究A報告書《モデル×変容》』、東京音楽大学、2019年3月、43-55頁、CRID 1050282677513012608、2023年9月12日閲覧。
7. ↑  『朝日新聞』平成19年11月5日付
8. ↑  小槍の高さがちょうど一万尺（3030m）というのは、合田道人『童謡の謎3』（2002年）による誤解で、地図上では3145mと計測される“トポトポ進行”. 2021年12月17日閲覧。
9. ↑  たまちゃん (2012年10月21日). “アルプス一万尺『子ヤギの上で・・・』は実はとんでもない間違いだった事が判明”. 秒刊SUNDAY. 2019年6月20日閲覧。
10. ↑  【インタビュー】魔法少女になり隊が保育園児と大騒ぎ！？新作は、アルプス一万尺をモチーフに、エンタメウィーク、NTTドコモ、更新費：2018年6月28日。
11. ↑  “From: Yankee Doodle in The Concise Oxford Dictionary of Music”. オックスフォード大学出版局